# Wyścigowe Samochodowe Mistrzostwa Polski 2009
Sezon 2009 był pięćdziesiątym trzecim sezonem Wyścigowych Samochodowych Mistrzostw Polski.

## Kalendarz
Źródło: pzm.pl
| Data               | Tor             | Miejsce         | Klasa      |
| ------------------ | --------------- | --------------- | ---------- |
| 8–10 maja          | Hungaroring     | Mogyoród        | WSMP       |
| 29–31 maja         | Tor Poznań      | Poznań          | WSMP, DSMP |
| 24–26 lipca        | Tor Poznań      | Poznań          | WSMP, DSMP |
| 7–9 sierpnia       | Autodrom Most   | Most            | WSMP, DSMP |
| 28–30 sierpnia     | Pannónia-Ring   | Ostffyasszonyfa | WSMP       |
| 11–13 września     | Tor Poznań      | Poznań          | WSMP, DSMP |
| 16–18 października | Masaryk Circuit | Brno            | DSMP       |

## Mistrzowie
Źródło: chronopn.neostrada.pl
| Klasa                 | Kierowca                         | Samochód                  | Zespół                                                 |
| --------------------- | -------------------------------- | ------------------------- | ------------------------------------------------------ |
| DSMP                  | Robert Lukas Adam Kornacki       | Porsche 997 GT3           | Lukas Motorsport                                       |
| DSMP kl.4             | Robert Lukas Adam Kornacki       | Porsche 997 GT3           | Lukas Motorsport                                       |
| DSMP kl.3             | Adam Gładysz Marcin Gładysz      | Volkswagen Jetta 2.0 TFSI | Gładysz Racing                                         |
| DSMP kl.2             | Patryk Pachura Sebastian Pachura | Volkswagen Golf V TDI     | Pachura Motorsport                                     |
| DSMP kl.1             | Maciej Garstecki Artur Czyż      | Fiat Panda                | Garstecki-Czyż                                         |
| Grand Prix Polski     | Maciej Stańco                    | Ferrari 430 GT3           | Automobilklub Kielecki - Fuchs Star Moto Racing        |
| DIV 4 pow.3500        | Maciej Stańco                    | Ferrari 430 GT3           | Automobilklub Kielecki - Fuchs Star Moto Racing        |
| DIV 4 3500            | Karolina Lampel-Czapka           | Renault Mégane Trophy     | Automobilklub Wielkopolski - Katrex Karolina Autosport |
| DIV 4 2000            | Tomasz Gajewski                  | Renault Clio              | Automobilklub Rzemieślnik                              |
| DIV 4 1400            | Krzysztof Czarnota               | Kia Picanto               | Automobilklub Wielkopolski                             |
| Puchar Polski kl.Open | Bartosz Gradowski                | Fiat Cinquecento          | Automobilklub Kielecki                                 |
| Puchar Polski kl.3    | Paweł Grzywacz                   | Opel Kadett GSI           | Automobilklub Polski                                   |
| Puchar Polski kl.2    | Piotr Gembicki                   | Honda CRX Ballde          | Automobilklub Wielkopolski                             |
| Puchar Polski kl.1    | Krzysztof Mencel                 | Fiat Cinquecento          | Automobilklub Wielkopolski                             |